# バイオニック・ソルジャーシリーズ
バイオニック・ソルジャーシリーズ(ばいおにっくそるじゃーしりーず)は、日本の伝奇小説家菊地秀行の伝奇アクション小説シリーズのこと。

## 概要

### 魔界行
復讐に燃える生体強化戦士(作中では「バイオニック・ソルジャー」と呼称)・南雲秋人とその標的の暴力組織瓜生組との戦闘を描く。

### 新・魔界行
「魔界行　第一次復讐編」から20年のブランクを経て発表された新シリーズ。引き続き南雲秋人と瓜生義龍の闘いを描く。出版社は旧シリーズと同じ。ノン・ノベルより刊行。
本シリーズは2006年で完結した。
- 『新・魔界行 〈魔群再生編〉（ノン・ノベル）』祥伝社、2005年2月。ISBN 978-4396208066。
- 『新・魔界行 〈聖魔淫闘編〉（ノン・ノベル）』祥伝社、2006年2月。ISBN 978-4396208110。
- 『新・魔界行 〈天魔降臨編〉（ノン・ノベル）』祥伝社、2006年8月。ISBN 978-4396208202。

### 外伝
「魔界行」「新・魔界行」に登場する瓜生義龍を主人公とするスピンオフ作品。
（）内は文庫版。
- 『魔童子　魔界行異伝（ノン・ノベル）』祥伝社、1988年7月。ISBN 978-4396208066。
（『魔童子　魔界行異伝（ノン・ポシェット）』祥伝社、1993年6月。ISBN 978-4396323158。）